# Приймовщина (Оржицкий район)
Приймовщина (укр. Приймівщина) — село,
Воронинцевский сельский совет,
Оржицкий район,
Полтавская область,
Украина.
Код КОАТУУ — 5323680406. Население по переписи 2001 года составляло 175 человек.

## Географическое положение
Село Приймовщина находится на правом берегу реки Слепород,
выше по течению примыкает село Котляревское,
ниже по течению на расстоянии в 1 км расположено село Слепород,
на противоположном берегу — село Новоселовка.

## История
После 1945 присоеденен хутор Андрусов (Андрусков, Примы), а между 1871 и 1912 Слепородские хутора
Часть села есть на специальной карте Западной части России Шуберта 1826-1840 годов как хутора Слепородские